# Wapen van Urk

Het wapen van Urk

Het wapen van Urk werd op 15 december 1819 per besluit door de Hoge Raad van Adel aan de gemeente Urk toegekend. De gemeente Urk ligt in de provincie Flevoland, maar was tot 1950 een gemeente in de provincie Noord-Holland en van 1950 tot 1986 een gemeente in de provincie Overijssel.

## Blazoenering
De blazoenering van het wapen luidt als volgt:
Van lazuur, beladen met een schelvisch in zijne natuurlijke kleur.
De kleur lazuur, ook wel aangeduid als ultramarijn, is een verfstof, en in de heraldiek de normale benaming voor "blauw". De sterke binding die de vissersgemeenschap met de zee heeft, wordt door de blauwe kleur tot uitdrukking gebracht. De heraldische etiquette verbiedt echter in een wapen het gebruik van metaal op metaal of van kleur op kleur. Op voorstel van de Hoge Raad van Adel wordt daarom sinds 1955 de schelvis in zilver afgebeeld.

## Verklaring
Het wapen is een sprekend wapen. Urk is van oudsher een vissersgemeenschap en dat wordt uitgedrukt met de schelvis. Deze heeft van nature de volgende kleuren: de rug is donker groenbruin, de flanken zilverwit en de buik wit. Verder is de vis herkenbaar aan de kindraad.